# 伊斯兰教士联合会
伊斯兰教士联合会（阿拉伯语：‎，簡稱NU）是印尼的伊斯蘭教組織，總人數估計介於4,000萬人（2013年）至9,000萬人（2019年）之間，為世界上人數最多的伊斯蘭組織，同時也資助學校與醫院，並組織社群救助窮人。
伊斯兰教士联合会於1926年由印尼的烏理瑪（伊斯蘭學者）建立，當時組織宗旨為捍衛伊斯蘭傳統主義（接近沙斐仪派）與其成員的經濟利益，其宗教觀點容許在不牴觸伊斯蘭教義的前提下兼容地方民俗。相較之下印尼第二大的伊斯蘭組織穆罕馬迪亞為一改革派組織，主張以字面意思解釋古蘭經與聖訓。
伊斯兰教士联合会的部分成員大力主張群島伊斯蘭，即受印尼社會文化改造的伊斯蘭信仰，傾向溫和派、反基本教義派、多元主義與某種程度的綜攝，但也有些成員拒絕此意識形態，擁護較保守的伊斯蘭。

## 歷史

### 建立

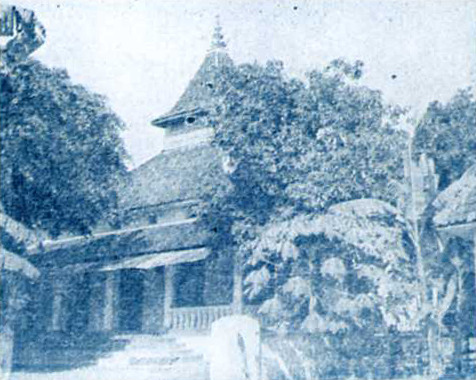
伊斯兰教士联合会成立之處（絨網清真寺）

伊斯兰教士联合会於1926年由艾什爾里派的伊斯蘭學者創立，反對穆罕馬迪亞與伊斯兰统一体等現代主義（以字面意思解讀古蘭經與聖訓）組織，以及伊斯蘭團結組織等完全摒棄印度教與佛教傳統地方風俗的新興的薩拉菲運動組織。這些學者首先組成訪問沙烏地阿拉伯的漢志委員會，為伊斯兰教士联合会的前身。聯合會領導人為東爪哇伊斯蘭學校的教長哈西姆·阿萨里，組織逐漸向外擴張，但最初活躍地區仍以東爪哇為主。1928年時伊斯兰教士联合会在講道時除阿拉伯語外也使用爪哇語:169:168:233–236。
雖與其他伊斯蘭遜尼派的團體不睦，伊斯兰教士联合会仍於1937年建立了印尼最高伊斯蘭委員會，與其他伊斯蘭團體交流討論。1942年日本佔領印尼後最高伊斯蘭委員會在雅加達舉辦了一場伊斯蘭學者會議:191,194:233–236，日本人希望以其他組織取代印尼最高伊斯蘭委員會，但該會議決議維持此委員會，並選出印尼伊斯蘭聯盟黨（PSII）的政治成員為領袖。一年後印尼最高伊斯蘭委員會仍被日本人解散，並以日本人支持的馬斯友美黨取代，哈西姆·阿萨里擔任名義上的主席，但實權由其子瓦希德·哈西姆掌控:191,194:233–236。1945年印尼獨立戰爭期間，伊斯兰教士联合会宣告對荷蘭殖民者的鬥爭為聖戰，並領導希兹布拉（Hizbullah）、塞比利拉（Sabillilah）等游擊隊:233–236。

### 轉型為政黨

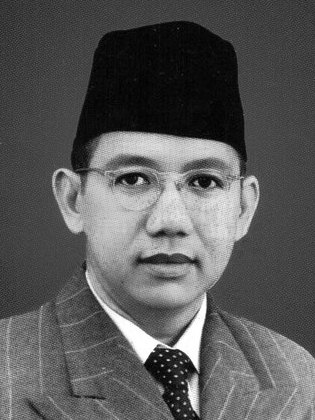
瓦希德·哈西姆於1952年至1984年擔任伊斯兰教士联合会主席

印尼獨立後，伊斯兰教士联合会與其他數個團體同為馬斯友美黨的一部份，組織政府時聯合會尚無政治經驗，未獲任何重要的內閣職位，僅主席瓦希德·哈西姆獲任第一屆宗教部部長，1949年馬斯友美黨決議將黨內的宗教部門（其中數個職位為伊斯兰教士联合会掌控）改組為無實權的顧問機關，皆使聯合會眾感到不滿:233–236。
1952年，馬斯友美黨籍的總理穆罕默德·納席爾因朝覲組織事務與瓦希德·哈西姆發生爭執，決定不繼續任命他擔任宗教部部長，伊斯兰教士联合会聲明若哈西姆不能留任，將退出馬斯友美黨。4月5日新內閣成員中沒有哈西姆，联合会宣布退出馬斯友美黨，並於8月30日與其他數個伊斯蘭組織共組印尼穆斯林聯盟，仍由哈西姆擔任主席:233–236。
自由民主时期（1950年至1957年），伊斯兰教士联合会成員擔任了數個內閣職務，宰因·阿里芬在第一届阿里·沙斯特罗阿米佐约内阁中擔任第二副總理。該內閣倒台後，聯合會部分成員一度拒絕加入布爾漢丁·哈拉哈普內閣，認為若哈拉哈普組閣失敗，聯合會可望獲得組閣權，但最後聯合會仍同意加入此內閣，並派員出任內政部長與宗教部長:418–419。
1955年9月，印尼舉辦首次國會選舉，伊斯兰教士联合会為得票第三多的政黨，獲18.4%的選票（近700萬票），僅次於印度尼西亞民族黨與馬斯友美黨，在人民代表會議中席次由8席上升至45席，聯合會多數選票來自爪哇，在東爪哇為得票最多的政黨，且在鄉村地區較佔優勢；同年底的1955年印尼制憲議會選舉中聯合會在514席中贏得了91席代表:238–239:434–436:51。
1950年代伊斯兰教士联合会仍希望印尼成為一個伊斯蘭國家，反對1953年蘇加諾總統拒絕印尼成為伊斯蘭國的演講，並反對蘇加諾將印尼轉為威權色彩濃厚的指導式民主。1957年全面鬥爭約章暴亂爆發，聯合會支持反抗軍的部分訴求:281–282, 544。同時在制憲議會中，聯合會與馬斯友美黨、印尼伊斯蘭聯盟黨和伊斯蘭教育運動（Perti）共組成伊斯蘭陣營，共佔有44.8%的席位，希望印尼成為伊斯蘭國，但最終各陣營均未能取得多數地位，1959年7月5日蘇加諾發布總統令解散制憲議會，恢復原有的1945年憲法，即印尼基於五項原則（而非伊斯蘭）建國:281–282, 544。
1960年蘇加諾指控馬斯友美黨參與全面鬥爭約章而將其查禁，當時伊斯兰教士联合会主要與政治基礎同為鄉村民眾的印尼共產黨（親蘇加諾）競爭。1965年發生九三〇事件，联合会支持蘇哈托的軍隊，參與針對共黨人士的大屠殺，瓦希德·哈西姆之子阿卜杜拉赫曼·瓦希德（1999年當選印尼總統）於1984年接任伊斯兰教士联合会主席職位後，正式為聯合會參與1965年－1966年大屠殺道歉。
蘇加諾倒台後，伊斯兰教士联合会成了蘇哈托政權的反對者。聯合會聲望雖在政府操作下稍有受損，仍於1971年國會選舉中獲得約18%的選票，維持1955年大選的水準，但隨後蘇哈托推行政黨整併，联合会與其他伊斯蘭政黨合併為建設統一黨（PPP），1977年與1982年國會選舉中建設統一黨得票均為第二，僅次政府支持的專業集團。但1984年新任伊斯兰教士联合会主席的阿卜杜拉赫曼·瓦希德（瓦希德·哈西姆之子）因不滿聯合會在建設統一黨中缺乏影響力而宣布聯合會退出該黨，因此1987年國會選舉中建設統一黨的得票由1982年的28%跌至16%。此後伊斯兰教士联合会漸退出政治，僅活躍於宗教與社會活動:276:32, 36–37:201。

### 退出政治

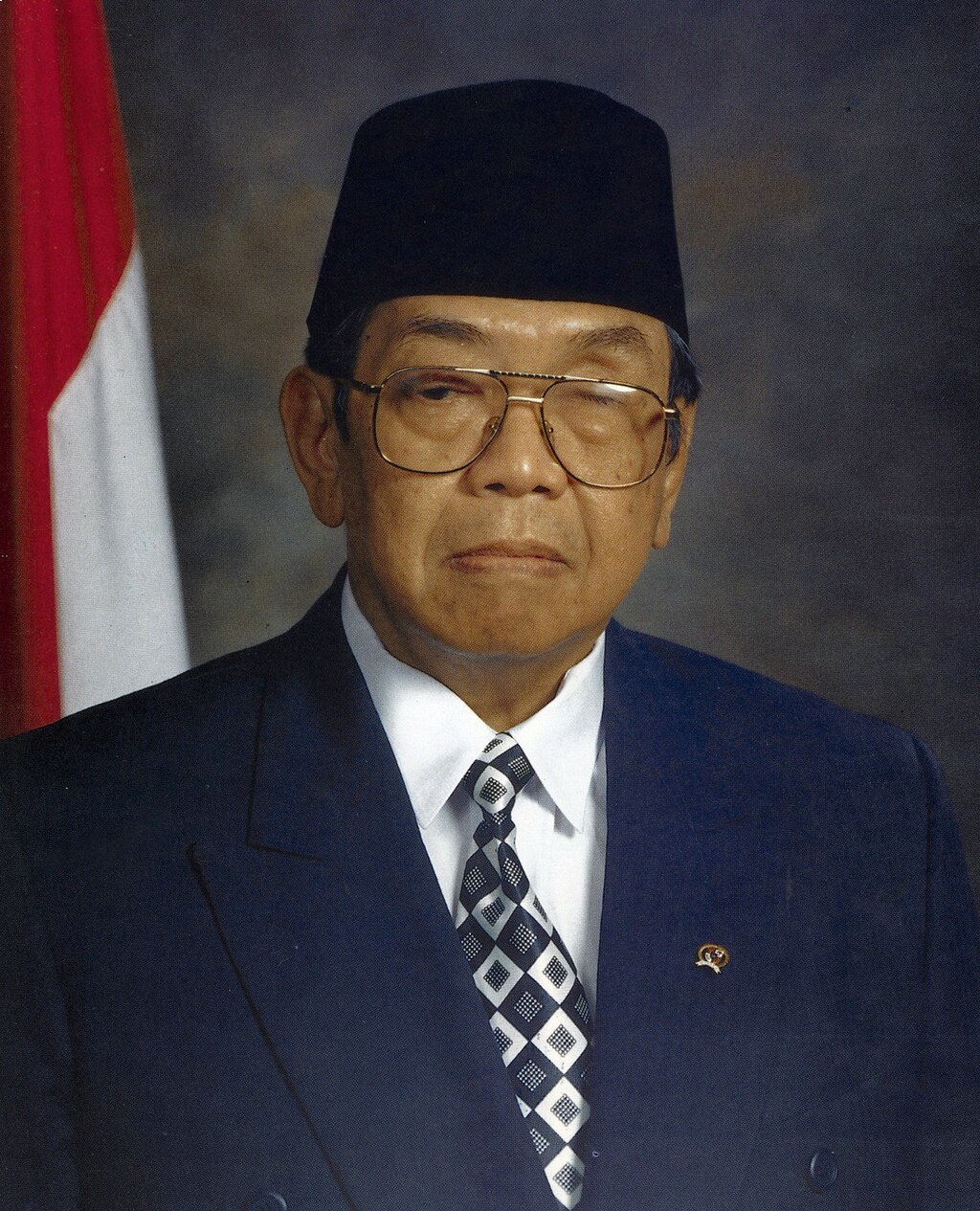
阿卜杜拉赫曼·瓦希德於1984年至1999年擔任聯合會主席，後擔任印尼總統

1984年，蘇哈托新秩序政府宣布國內所有組織都需將印尼建國五項原則作為基本綱領，瓦希德接受此原則，將此視為「穆斯林高尚的妥協」:172。1989年瓦希德獲選連任伊斯兰教士联合会主席，繼續擔任此職直至1999年當選印尼總統方止:203。1990年聯合會與蘇瑪銀行（Bank Summa）合作，試圖在鄉村地區建立銀行系統，蘇哈托禁止聯合會涉足此類宗教以外的活動，且該銀行所有者為一華裔基督徒家庭亦引發爭議，兩年後此銀行因經營不善而倒閉。1992年印度尼西亞國會選舉前3個月，瓦希德以「支持五項原則」之名在雅加達舉辦大型聚會，進一步引起蘇哈托不滿:188–193。隨後瓦希德受邀至雅加達軍方總部與蘇加諾的女婿普拉博沃·蘇比安托中校會面，後者警告他減少「令人難以接受的政治動作」，若他堅持涉足政治，則應公開表示支持蘇哈托連任總統，對此瓦希德以退出伊斯兰教士联合会要脅，最終政府做出退讓:188–193。
蘇哈托倒台期間有伊斯蘭教士聯合會的成員在東爪哇外南夢鎮的暴亂中遇害。1998年7月瓦希德宣布成立民族覺醒黨（PKB），他與阿敏·莱斯、梅加瓦蒂·苏加诺普特丽與哈孟古布沃諾十世（日惹蘇丹）等改革派人物宣布接任總統的優素福·哈比比（蘇哈托時期為副總統）僅是過渡總統，呼籲提前舉辦大選並禁止印尼軍方干政:387-297。1999年瓦希德當選印尼總統:424, 461-，但2年後即被彈劾下台，隨後民族覺醒黨分裂成兩派互相對抗。2010年伊斯蘭教士聯合會在望加錫召開的大會上拒絕談論民族覺醒黨的分裂，並通過決議禁止會中幹部擔任政治職位:501，會議期間聯合會日後的定位、在政壇扮演的角色、與民族覺醒黨的關係也為印尼國內媒體關注，瓦希德之女叶尼·瓦希德（民族覺醒黨其中一個派系的領導人）表示伊斯蘭教士聯合會正在分裂並日漸式微。

## 意識形態

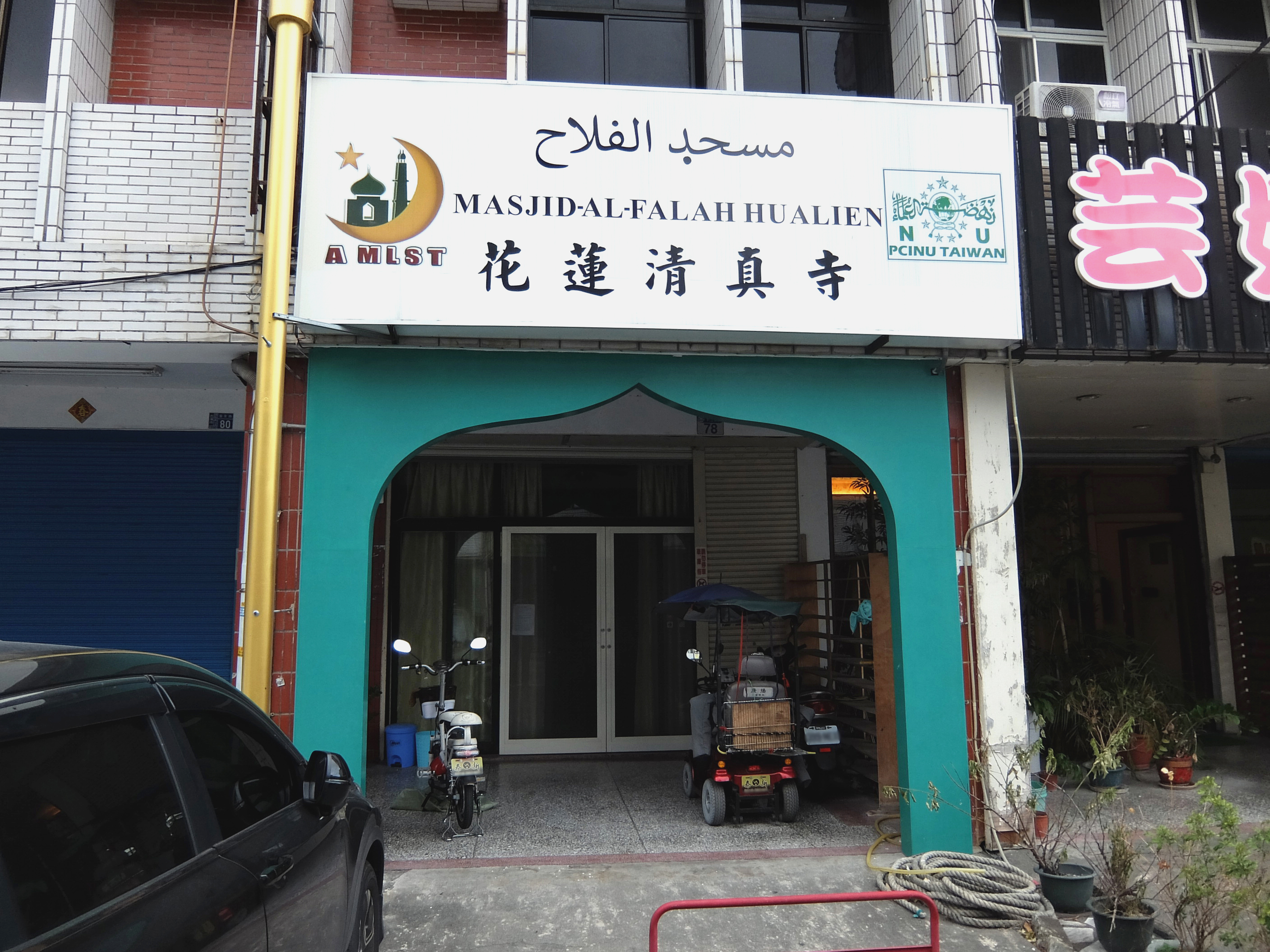
臺灣的花蓮清真寺為伊斯兰教士联合会資助興建的清真寺

伊斯蘭教士聯合會的信仰為伊斯蘭教遜尼派中的艾什爾里派，介於穆爾太齊賴派（理性派）與傳統派之間，在教法方面兼容遜尼派的四大法學派，但主要採納沙斐儀派的觀點，在蘇非主義方面則偏向安薩里與巴格達的朱奈德的流派。西方媒體常將聯合會的信仰形容為「進步、自由與多元」的伊斯蘭，但作為一龐大且派系眾多的組織，聯合會內部也有許多保守的派系。
伊斯蘭教士聯合會的宗旨為傳播伊斯蘭教，其下有超過6,000所伊斯蘭寄宿學校，還擁有44所大學，除教育外還向成員與非成員提供醫療、農業等方面的服務，其目標為「藉由散播溫和派的伊斯蘭來遏制激進主義、極端主義與恐怖主義等誤解伊斯蘭教義的思想」。2014年12月聯合會發起對抗極端主義與聖戰主義的全球計畫，在印尼建立一「預防中心」，訓練阿拉伯國家的學生建構對抗極端主義的理論；此外聯合會還在維也納大學創立「維也納激進與極端主義應用研究觀察中心」（VORTEX），在美國北卡羅來納州溫斯頓-撒冷成立非政府組織「神恩之家」（Bayt ar-Rahmah）。2019年聯合會呼籲停止使用卡菲勒一詞稱呼非穆斯林。但聯合會也在部分議題觀點較偏保守，曾發布教令支持女陰殘割。

## 組織

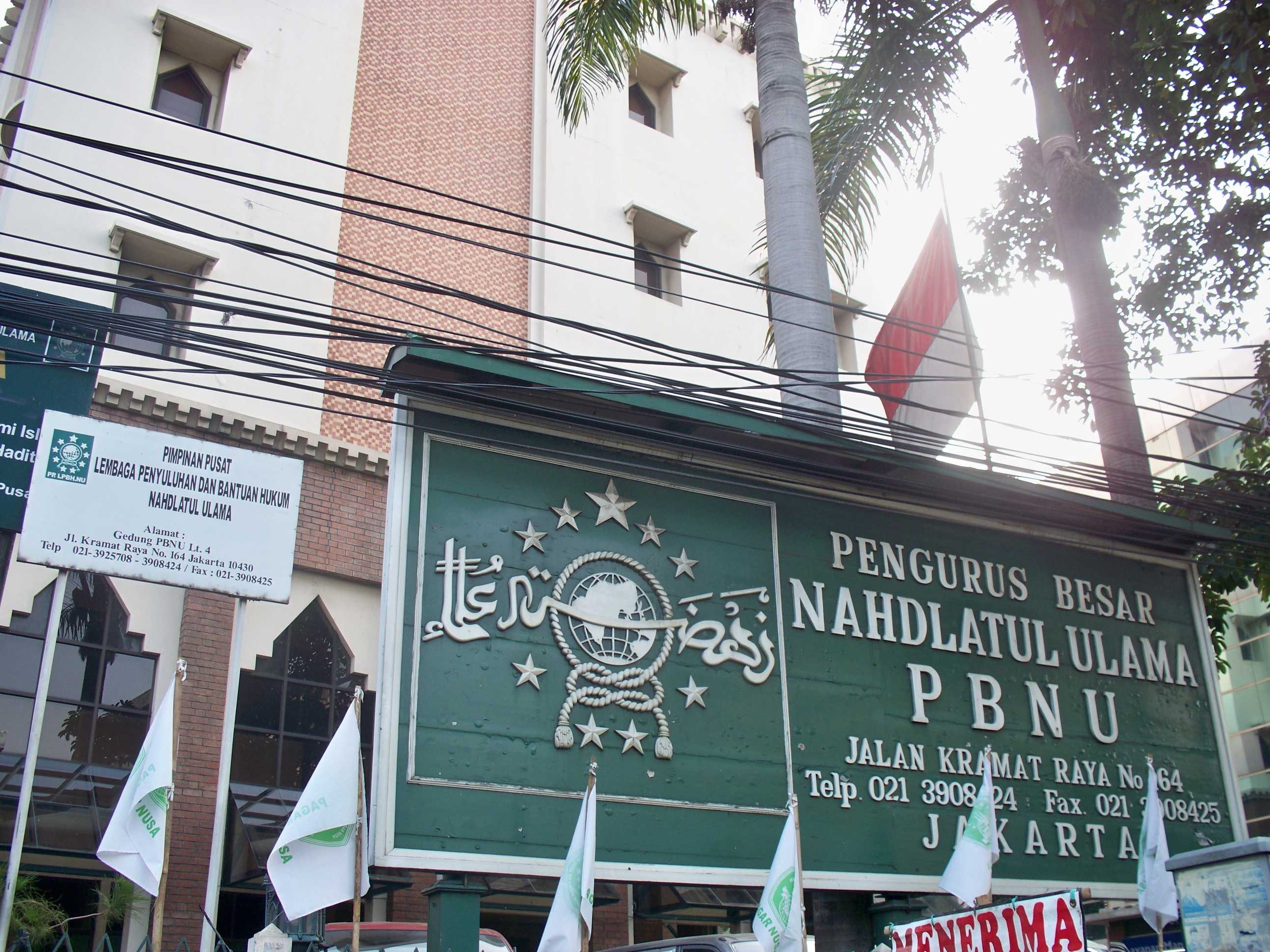
伊斯蘭教士聯合會的行政委員會

伊斯蘭教士聯合會的最高權力機構為最高委員會（Syuriah），其下為行政委員會（Tanfidziyah），顧問委員會（Mustasyar）可為兩者提供諮詢。行政委員會下轄各省的地區分會與其他自治體、委員會與研究所等，組織一路延伸至村級的代表委員會:15。除印尼國內外，聯合會還在許多國家設有分部。

## 外部連結
- 官方网站  （印尼語）
  - English portal （页面存档备份，存于）
- Rabithah Ma'ahid Islamiyah Nahdltul Ulama, Asosiasi Pesantren Indonesia （页面存档备份，存于）
- Pondok Pesantren Zainul Hasan Genggong Probolinggo （页面存档备份，存于）
- Pondok Pesantren Sidogiri Pasuruan （页面存档备份，存于）
- Pondok Pesantren Krapyak Yogyakarta （页面存档备份，存于）
- Pondok Pesantren Al-Badar Parepare Sulsel （页面存档备份，存于）
- Pondok Pesantren Langitan Jawa Timur （页面存档备份，存于）